# Joseph Achten
Joseph Achten (Tilleur, 6 juni 1885 - plaats en datum van overlijden onbekend) was een Belgisch wielrenner.
Hij was beroepswielrenner van 1903 tot 1909. In 1904 nam hij deel aan de Ronde van Frankrijk maar hij reed de Tour niet uit.

## Belangrijkste resultaten
1903
- 3e - Ougrée-Marche-Ougrée

1905
- 3e - Kampioenschap van België

1907
- 2e - GP d'Engis

## Grote rondes
Eindklasseringen in grote rondes, met tussen haakjes het aantal etappeoverwinningen.
| Jaar | Ronde van Italië | Ronde van Frankrijk | Ronde van Spanje |
| ---- | ---------------- | ------------------- | ---------------- |
| 1904 |                  | opgave              |                  |

## Ploegen
- 1904-Mulsse